# Gilda Radner

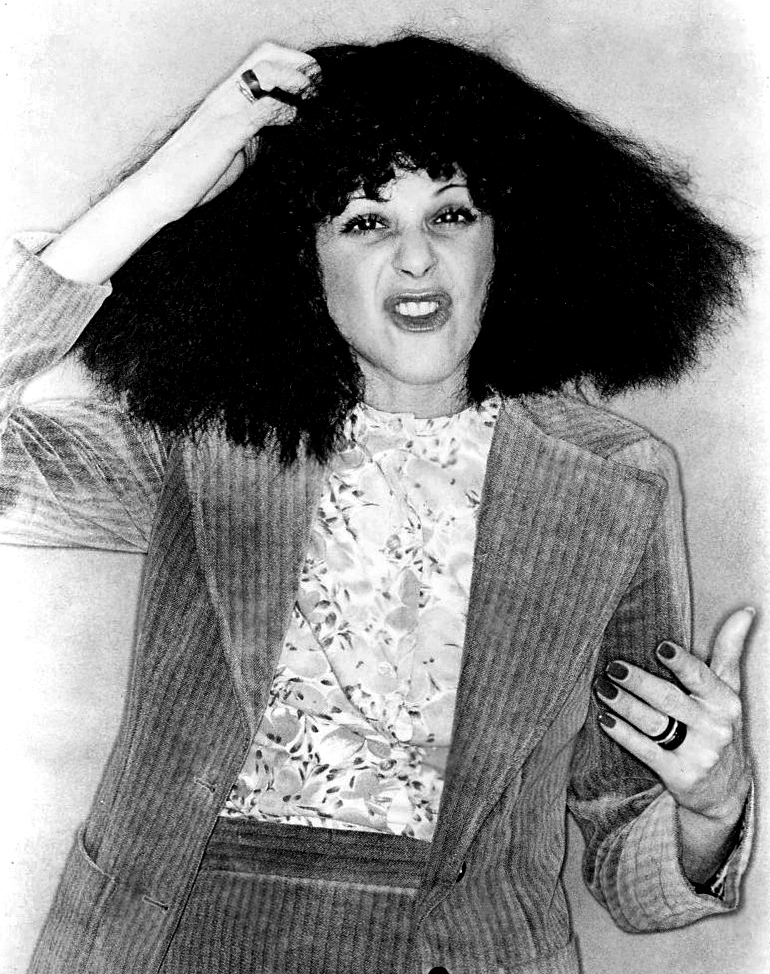
Pressefoto für Gilda Radners "Live from New York Broadway" Show, 1980

Gilda Susan Radner (* 28. Juni 1946 in Detroit, Michigan; † 20. Mai 1989 in Los Angeles, Kalifornien) war eine US-amerikanische Schauspielerin und Komikerin, die durch ihre fünfjährige Teilnahme an der NBC-Comedyserie Saturday Night Live bekannt wurde.

## Leben
Gilda Radner wurde 1946 als Tochter einer jüdisch-amerikanischen Familie in Detroit geboren. Ihre Eltern waren Herman Radner und Henrietta Dworkin. Sie hatte einen älteren Bruder namens Michael. Radner hatte eine enge Bindung zu ihrem Vater, einem Hotelmanager, mit dem sie häufig Broadway-Aufführungen in New York besuchte. Es traf sie  hart, als ihr Vater an einem Hirntumor starb, als sie 14 Jahre alt war. Bereits in ihrer Kindheit litt sie an Essstörungen, die in der Folge auch zu Bulimie und Magersucht führten. 
Nach ihrer Schulausbildung begann sie in den 1960er Jahren ein Studium an der University of Michigan. In Ann Arbor, Michigan begann sie ihre Medienkarriere als Wetteransagerin beim Hochschulradiosender WCBN. Ihre ersten Schauspielerfahrungen sammelte sie in dem Off-Broadway-Musicalstück Godspell. Von 1973 bis 1975 wirkte sie mit John Belushi, Richard Belzer, Chevy Chase, Bill Murray und Brian Doyle-Murray bei einem Comedy-Radioprogramm mit, das von etwa 600 US-amerikanischen Radiosendern gesendet wurde. Von 1975 bis 1980 gehörte sie zur Originalbesetzung der Show Saturday Night Live, bei der sie fünf Jahre lang in verschiedenen Sketchen und Rollen, etwa am 17. Februar 1979 Mick Jagger im Sketch Rock Against Yeast parodierend, zu sehen war. 1978 erhielt sie dafür einen Emmy-Award. 
In erster Ehe von 1980 bis 1982 war sie mit dem Musiker G. E. Smith verheiratet. Am 18. September 1984 heiratete sie in Südfrankreich den Schauspieler Gene Wilder. 1986 drehte sie mit ihm und unter seiner Regie den Film Hochzeitsnacht im Geisterschloß (Haunted Honeymoon), der zugleich ihr letzter Film wurde. Schon während der Dreharbeiten zu dem Film klagte sie über Müdigkeit und Schmerzen in den Beinen. Nach mehreren Fehldiagnosen wurde im Oktober 1986 bei ihr Eierstockkrebs festgestellt. Nach Chemo- und Strahlentherapien wurde ein temporäres Nachlassen der Krankheitssymptome festgestellt, was sie dazu bewog, ihre Memoiren mit dem Titel It's Always Something zu verfassen. Darin beschrieb sie das Leben mit ihrer Krankheit und den Kampf dagegen.
Aufgrund der vermeintlichen Besserung trat sie wieder bei verschiedenen Veranstaltungen auf und plante ihr Comeback. Dies musste verworfen werden, als im Mai 1988 der Krebs zurückkehrte und metastasiert hatte. Am 17. Mai 1989 fiel Radner ins Koma und starb drei Tage später im Alter von 42 Jahren. Die Beisetzung fand vier Tage nach ihrem Tod statt. Am 27. Juni 2003 erhielt sie einen Stern auf dem Hollywood Walk of Fame.

## Filmografie

### Im Fernsehen
- 1974: Jack: A Flash Fantasy
- 1974: The Gift of Winter (Stimme)
- 1974–1975: Dr. Zonk and the Zunkins (Stimme)
- 1975–1980: Saturday Night Live
- 1978: The Rutles: All You Need Is Cash
- 1978: Witch’s Night Out (Stimme)
- 1978: Muppet Show
- 1979: Bob & Ray, Jane, Laraine & Gilda
- 1980: Die Dschungelolympiade (Stimme)

### Im Kino
- 1973: Das letzte Kommando (The Last Detail)
- 1979: Mr. Mike’s Mondo Video
- 1980: Gilda Live
- 1980: Ene Mene Mu und Präsident bist du (First Family)
- 1982: Der Geisterflieger (Hanky Panky)
- 1982: It Came from Hollywood
- 1984: Die Frau in Rot (The Woman in Red)
- 1985: Movers & Shakers
- 1986: Hochzeitsnacht im Geisterschloß (Haunted Honeymoon)